# هوارد نيوتن
هوارد نيوتن (بالإنجليزية: Howard Newton)‏ هو لاعب كرة قدم غياني، ولد في 16 مارس 1982 في هامرسميث في المملكة المتحدة. شارك مع منتخب غيانا لكرة القدم. أما مع النوادي، فقد لعب مع هامبتون أند ريتشموند بورو.

## وصلات خارجية
- هوارد نيوتن على موقع الاتحاد الدولي (مؤرشف)  (الإنجليزية)
- هوارد نيوتن على موقع قاعدة بيانات كرة القدم.إي يو (الإنجليزية)
- هوارد نيوتن على موقع ناشيونال فوتبول تيمز (الإنجليزية)